# Fructuosus

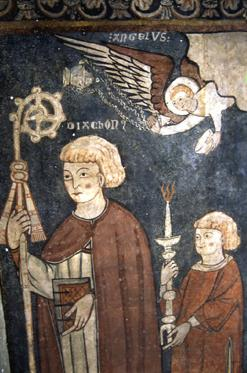
Fructuosus

Fructuosus (omgebracht in Tarragona, 259) is een Spaanse heilige.
Hij was bisschop van de stad Tarragona. Onder het bewind van keizer Valerianus I werd hij door de Romeinse gouverneur Aemilianus gearresteerd samen met zijn beide diakens Augurius en Eulogius, en stierf samen met hen de marteldood op de brandstapel in het Amfitheater van Tarraco. Alle drie werden heilig verklaard. 
Fructuosus was een van de belangrijkste heiligen in het Romeinse Spanje, en de eerst bekende bisschop van Tarragona. Fructuoso is dan ook een - weliswaar schaarse - doopnaam in de Spaanstalige wereld. Zo heette de eerste president van Uruguay José Fructuoso Rivera. De feestdag van bisschop Fructuosus van Tarragona is op 21 januari.
- Catàleg d'autoritats de noms i títols de Catalunya: 981058614552206706
- Gemeinsame Normdatei: 119202026
- International Standard Name Identifier: 0000 0000 1338 6193
- Library of Congress Control Number: nb2015023894
- Virtual International Authority File: 316749228